# Катий Клемент
Гай Катий Клемент (на латински: Gaius Catius Clemens) е военен и сенатор на Римската империя през 3 век.

## Биография
Той произлиза от плебейската фамилия Катии. Син или внук е на Публий Катий Сабин (консул 216 г.), брат е на Луций Катий Целер (суфектконсул 241 г.) и роднина на Секст Катий Клементин Присцилиан (консул 230 г.).
Катий Клемент е суфектконсул преди 238 г., вероятно около 235 г. През 236 – 238 г. той е легат (Legatus Augusti pro praetore) на провинция на Кападокия.